# Gośniewice (przystanek kolejowy)
Gośniewice – przystanek osobowy PKP Polskich Linii Kolejowych zlokalizowany w Gośniewicach, w gminie Warka, w powiecie grójeckim, w województwie mazowieckim, w Polsce.
W skład przystanku wchodzą dwa, jednokrawędziowe perony – 187-metrowy przy torze w stronę Warki oraz 195-metrowy przy torze w stronę Chynowa.

## Ruch pasażerski[3]
| Rok  | Wymiana pasażerska na dobę |
| ---- | -------------------------- |
| 2017 | 10-19                      |
| 2018 | 10-19                      |
| 2019 | 10-19                      |
| 2020 | 10-19                      |
| 2021 | 10-19                      |
| 2022 | 20-49                      |
| 2023 | 20-49                      |

## Połączenia
Z przystanku można dojechać elektrycznymi pociągami podmiejskimi do Skarżyska-Kamiennej, Radomia, Piaseczna oraz Warszawy.
| Linia | Przewoźnik         | Trasa |
| R8    | Koleje Mazowieckie | W-wa Wschodnia – W-wa Śródmieście – W-wa Zachodnia – W-wa Służewiec – Piaseczno – Czachówek Płd. – Gośniewice – Radom – Skarżysko-Kamienna |